# Louis de Bonald
Pour les articles homonymes, voir Bonald (homonymie).
Louis-Gabriel-Ambroise, vicomte de Bonald, né le 2 octobre 1754 à Millau où il meurt le 23 novembre 1840, est un homme politique, philosophe et essayiste français, grand adversaire de la Révolution française.
Monarchiste et catholique, ce gentilhomme du Rouergue issu d'une longue lignée de juristes est la grande voix des légitimistes. Dans ses nombreux ouvrages, il s’attaque à la Déclaration des droits de l'homme, au Contrat social de Jean-Jacques Rousseau et aux innovations sociales et politiques de la Révolution pour prôner le retour à la royauté et aux principes de l'Église catholique romaine.
Louis de Bonald est considéré comme l'un des précurseurs de la sociologie.

## Biographie
Né dans une famille noble du Rouergue, Louis-Gabriel-Ambroise, vicomte de Bonald, perd son père à l’âge de quatre ans, puis entre en 1769 au collège de Juilly, chez les Oratoriens. Il sert comme mousquetaire jusqu’à la suppression de ce corps en 1776, avant de revenir sur ses terres et d’épouser Élisabeth Guibal de Combescure, issue d'une vieille famille du Vigan dans le Gard. En 1785, il devient maire de Millau. Il effectue de régulières visites dans le domaine familial de Las Canals en Aveyron.
Lorsque la Révolution survient, il en est d’abord partisan. Il reçoit une couronne civique de ses concitoyens et est réélu en février 1790 à la mairie par une majorité de 293 voix sur 368. Quelques mois plus tard, il est élu membre de l’Assemblée du département, ce qui l’oblige à démissionner de sa charge de maire. Ses pairs le nomment président de cette assemblée. Rapidement, la mise au pas de l’Église catholique romaine (vente des biens du clergé, constitution civile) choque ses profonds sentiments religieux. Le 31 janvier 1791, il démissionne donc de ses postes de président et député de l’Assemblée départementale et pour éviter les représailles, émigre avec ses deux fils aînés à Heidelberg où se trouve l’armée du prince de Condé.
C’est à Heidelberg que Bonald se découvre une vocation d’écrivain. Il s’inspire des quelques volumes qu’il a pu emporter avec lui : quelques tomes de Tacite, l’Histoire universelle de Bossuet, De l'esprit des lois de Montesquieu et Du contrat social de Rousseau. Son premier ouvrage est la Théorie du pouvoir politique et religieux, imprimé en 1796 à Constance. Il y annonce dès le début son intention : « Je crois possible de démontrer que l’homme ne peut pas plus donner une constitution à la société religieuse ou politique, qu’il ne peut donner la pesanteur aux corps ou l’étendue à la matière. »
En 1797, il rentre clandestinement à Paris. Il ne réapparaît officiellement qu’après le coup d'État du 18 Brumaire. Fontanes, directeur du Mercure de France, l’appelle à collaborer à sa publication. Bonald fréquente également Louis-Mathieu Molé et Chateaubriand. En 1800, il publie son Essai analytique sur les lois naturelles de l’ordre social puis en 1801, Du divorce, dans lequel il plaide pour l’indissolubilité du mariage. En 1802 paraît la Législation primitive où il défend la thèse que, grâce à l'institution de la noblesse, nos aïeux[Lesquels ?] avaient les regards fixés sur un idéal qui les protégeait contre les catastrophes (selon la revue "Le Gotha français" en 1904). Selon lui, « La Constitution dit à toutes les familles privées : Quand vous aurez rempli votre destination dans la société domestique, qui est d'acquérir l'indépendance de la propriété par le travail, l'ordre et l'économie : quand vous aurez acquis assez pour n'avoir plus besoin des autres et pour pouvoir servir l'État à vos frais, le plus grand honneur auquel vous puissiez prétendre sera de passer dans le service de l'État ». Cet ouvrage est publié en même temps que le Génie du Christianisme de Chateaubriand. Commentant le peu de succès de son ouvrage, au contraire de celui de son collègue, Bonald note simplement qu’il a « donné sa drogue en nature et Chateaubriand l’a donnée avec du sucre. »
À cette époque, il se retire sur ses terres, tout en continuant à publier au Mercure de France et au Journal des débats. En 1806, à la suite d'un article intitulé « Réflexions philosophiques sur la tolérance des opinions », il reçoit une réprimande de Fouché. L’intervention de Fontanes auprès de Napoléon en personne suffit à la faire lever. Cependant, Bonald, fervent royaliste, refuse l’offre de Napoléon de faire réimprimer sa Théorie du pouvoir s’il retirait le nom du roi. En 1807, il décline également le poste de directeur du Journal de l’empire, puis celui de conseiller de l’Université en septembre de l’année suivante. Il accepte ce poste en 1810 sous les demandes pressantes de Fontanes.
De nombreux articles de Bonald paraissent de 1803 à 1818 dans le journal royaliste l'Ambigu, édité par Jean-Gabriel Peltier à Londres.
À la Restauration, son combat pour la monarchie vaut à Bonald une reconnaissance officielle et une grande influence à ses idées. Créé chevalier de Saint-Louis, il joue un rôle politique actif. Il entretient une correspondance suivie avec Joseph de Maistre. Il est nommé au Conseil royal de l’Instruction publique par Louis XVIII pendant les Cent-Jours. Dès 1815, élu à la Chambre des députés par le département de l’Aveyron, il propose une loi interdisant le divorce, traité de « poison révolutionnaire ». La loi Bonald, qui est votée le 8 mai 1816, rétablit la séparation de corps et reste en vigueur jusqu'en 1884.
En 1816, il est nommé à l'Académie française par le comte de Vaublanc où il occupe le fauteuil 30, succédant ainsi à Jean-Jacques Régis de Cambacérès et cédant sa place à Jacques-François Ancelot. Il est député de 1815 à 1822, puis pair de France en 1823, tout en poursuivant une carrière dans la presse, notamment dans Le Conservateur (entre 1818 et 1820) et, à la suite de celui-ci, Le Défenseur qui ne connaît cependant pas le même succès que le Conservateur. Il abandonne la politique en 1830 et meurt en 1840 d’une crise d’asthme. Son fils Louis-Jacques-Maurice de Bonald a été archevêque de Lyon et cardinal.

## Sa pensée

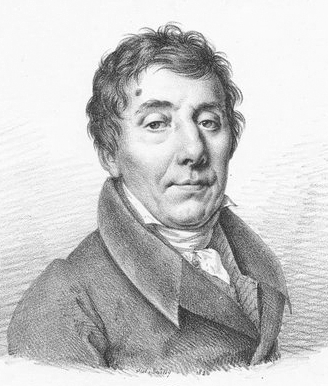
Portrait de Louis de Bonald par Julien Léopold Boilly, XIXe siècle.

C'est le chef de file du traditionalisme, il prône une société où Dieu est souverain, une société « de droit divin ».
« [les gouvernements] sont surtout de droit divin lorsqu’ils sont conformes aux lois naturelles de l’ordre social dont le suprême législateur est l’auteur et le conservateur, et le pouvoir public ainsi considéré n’est pas plus ni autrement de droit divin que le pouvoir domestique.
Et les imposteurs qui disent, et les sots qui répètent que nous croyons telle ou telle famille, tel ou tel homme visiblement désigné par la providence pour régner sur un peuple nous prêtent gratuitement une absurdité pour avoir le facile mérite de la combattre, et sous ce rapport, la famille des bourbons n’était pas plus de droit divin que celle des ottomans. »
Il développe ses théories dans ses ouvrages, notamment dans l'ouvrage Théorie du pouvoir politique et religieux.
L'œuvre de Bonald dément les théories et les idées que Rousseau développe dans son Contrat social, il oppose donc la philosophie de l'homme individuel à celle de l'homme social. Il estime que les individus n'ont pas de pouvoir sur les règles de la société, ils ne peuvent donc pas en être les acteurs. Pour lui, la société est antérieure à l'individu, l'autorité sociale ne peut donc pas venir de lui. La nature de la société est de se conserver, se perfectionner, celle de l'Homme est d'exister, de tendre vers le bonheur, l'Homme apparaît donc comme le produit de la société : « l'Homme n'existe que pour la société et la société ne le forme que pour elle ».
Selon sa conception, croire que les Hommes peuvent vivre libres et souverains est contraire à ce que l'Histoire a montré, en effet, il y a toujours un pouvoir (Dieu, le Roi, le père), des ministres (le sacerdoce, la noblesse, la mère) et des sujets (les fidèles, les vassaux, les enfants). Cette idée sera reprise au début du XXe siècle concernant les rapports sociaux de sexe, notamment par la théoricienne antiféministe Marthe Borély.
Louis de Bonald critique fortement la Déclaration des droits de l'homme et du citoyen. Le droit est, dans sa pensée, une idée génératrice d'anarchie. Il serait même prudent que ce mot ne fasse pas partie du vocabulaire de la vie politique. L'idée de liberté individuelle apparaît comme destructrice de l'ordre social et politique ainsi que des hiérarchies. Tout comme il ne peut agir sur la société, l'homme n'a également aucune influence sur l'Histoire et chaque fois qu'il a tenté de modifier l'ordre établi il a déréglé la société, Bonald nous donne l'exemple de la réforme protestante.

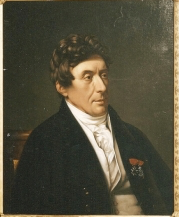
Portrait de Louis de Bonald, auteur anonyme, XIXe siècle.

Comme le relève le philosophe Jean-Yves Pranchère, « la plupart des études consacrées à l’œuvre de Bonald soulignent qu’il n’y a rien d’anachronique à décrire celle-ci comme l’élaboration d’une véritable sociologie avant la lettre ; c’est d’ailleurs à ce titre qu’Auguste Comte, qui a imposé le mot de « sociologie », a déclaré son admiration pour Bonald. [...] Sa thèse est que « la société est un être » (1796, I, p. 40) et qu’elle a donc ses lois qui justifient qu’elle fasse l’objet d’une science spécifique, la « science de la société » (1800, p. 33, 130, 157) ». Selon Colette Capitan Peter, il est « précurseur d'une sociologie qu'on appellera, après Auguste Comte, une sociologie de l'ordre, l'homme n'a pas d'emprise sur son histoire ». Selon Pierre Macherey, il est « l'un des premiers au XIXe siècle à affirmer le primat du social, et la nécessité de le penser en tant que tel, comme un principe constituant (ou « constitutif »), qui échappe lui-même à l'entreprise d'une constitution. On peut parler à cet égard d'un « sociologisme » avant la lettre, qui va assez loin dans l'anticipation des discours de la « sociologie scientifique » tels que ceux-ci s'élaboreront à la fin du XIXe siècle ».
Sa doctrine du conservatisme social repose sur une théorie du langage : « l'Homme pense sa parole avant de parler sa pensée », l'Homme ne peut pas exprimer ses idées s'il n'a aucune idée de la façon dont il peut les exprimer. L'Homme ne peut donc penser sans la parole, la pensée vient donc après le langage, elle y est liée, l'Homme ne peut donc pas l'inventer. C'est Dieu qui a fait don de la parole à l'humanité en même temps que la pensée touchant les vérités sur la religion, la morale et les fondements de l'ordre social. Une société ne peut être envisagée sans le langage, c'est donc la clé de voûte de toute organisation sociale. Il partage notamment cette doctrine avec Charles X, roi de France dans son courant ultra conservateur.
En 1806, au début de la période de régime concordataire français initiée par Napoléon, Louis de Bonald a publié un texte antisémite remettant en cause l’émancipation juive acquise à la suite des bouleversements de la Révolution et de nouveaux courants d’idées chez les philosophes. Louis de Bonald écrit 19 pages dans le Mercure de France du 8 février 1806 : « [...] Nul doute que, si les Juifs eussent été aussi nombreux dans les autres provinces qu’ils l’étaient en Alsace, les amis des Juifs n’eussent eu, tôt ou tard, à se reprocher, comme les amis des noirs, la précipitation avec laquelle ils appelaient à la liberté, qui alors était la domination, un peuple toujours étranger, là même où il est établi ; et qui avait aussi à venger l’irrémissible offense d’une longue proscription [...]. » Il conclut : « [...] J’ignore si quelque jour les Juifs seront souverains ; mais si jamais ils devenaient législateurs, il faut la dire à notre honte, on pourrait défier un sanhédrin de Juifs de porter des lois plus insensées et plus atroces que celles qu’a fabriquées une Convention de philosophes. »
Louis de Bonald est également vu comme un précurseur du structuralisme linguistique.

## Œuvres
- 1796 : Théorie du pouvoir politique et religieux
- 1796 : Théorie de l'éducation sociale
- 1800 : Essai analytique sur les lois naturelles de l’ordre social
- 1801 : Du divorce considéré au XIXe siècle
- 1802 : Législation primitive (3 volumes)
- 1815 : Réflexions sur l’intérêt général de l’Europe
- 1817 : Pensées sur divers sujets
- 1818 : Recherches philosophiques sur les premiers objets des connaissances morales
- 1818 : Observations sur un ouvrage de Madame de Staël
- 1819 : Mélanges littéraires, politiques et philosophiques
- 1820 : Démonstration philosophique du principe constitutif de la société
- 1821 : Opinion sur la loi relative à la censure des journaux
- 1825 : De la chrétienté et du christianisme
- 1826 : De la famille agricole et de la famille industrielle
- 1834 : Discours sur la vie de Jésus-Christ

### Œuvres complètes
- Œuvres de M. de Bonald, 1817-1843 (A. Le Clere, 14 vol. in-8°).
- Œuvres de M. de Bonald, 1847-1859 (A. Le Clere, 7 vol. in-8° gr.).
- Œuvres complètes de M. de Bonald, 1858 (J.-P. Migne, 3 vol. in-4°).
- Louis de Bonald, Œuvres complètes, Archives Karéline, 2010 (fac-similé de l'édition Migne)

### Œuvres choisies
- Œuvres choisies. Tome I, Écrits sur la littérature, éditions Classiques Garnier, éditeurs Gérard Gengembre et Jean-Yves Pranchère, 2011